# عين فريخة
عين فريخة هي إحدى القرى المحتلة والمدمرة التابعة لمركز الخشنية التابع لمحافظة القنيطرة في هضبة الجولان بجنوب غرب سوريا.
مزرعة تتبع قرية السويسة، ناحية الخشنية، منطقة مركز ومحافظة القنيطرة عدد سكانها 143 نسمة وترتفع 660 م عن سطح البحر.
تقع في أرض بركانية وعرة بين وادي السويسة شرقا ووادي الرقاد غربا، إلى الجنوب الغربي من بلدة القصيبة (1 كم)، ويعمل سكانها بزراعة الحبوب والبقول بعلا، ويربون الأبقار والأغنام، وبدؤوا تسعينيات القرن الماضي بزراعة أشجار الزيتون. ويشربون من شبكة تستمد مياهها من بئر ارتوازية وهي مزرعة محررة.